# Abdelmalek Sellal
Abdelmalek Sellal (arabisk: عبد الملك سلال) (født 1. august 1948) er en algerisk politiker fra partiet Algeriets Nationale Befrielsesfront. Sellal var Algeriets premierminister fra 3. september 2012 til 13. marts 2014. Den 28. april 2014 valgte præsident Abdelaziz Bouteflika at genudnævne ham som premierminister, en post han bestred frem til 25. maj 2017. I februar 2022 blev Abdelmalek Sellal indlagt på CHU Mustapha-Pacha i Algier for kontaminering med Omicron-varianten af covid-19 og havde helbredsproblemer relateret til sidstnævnte.